# Europäische Rundfunk- und Fernseh-GmbH

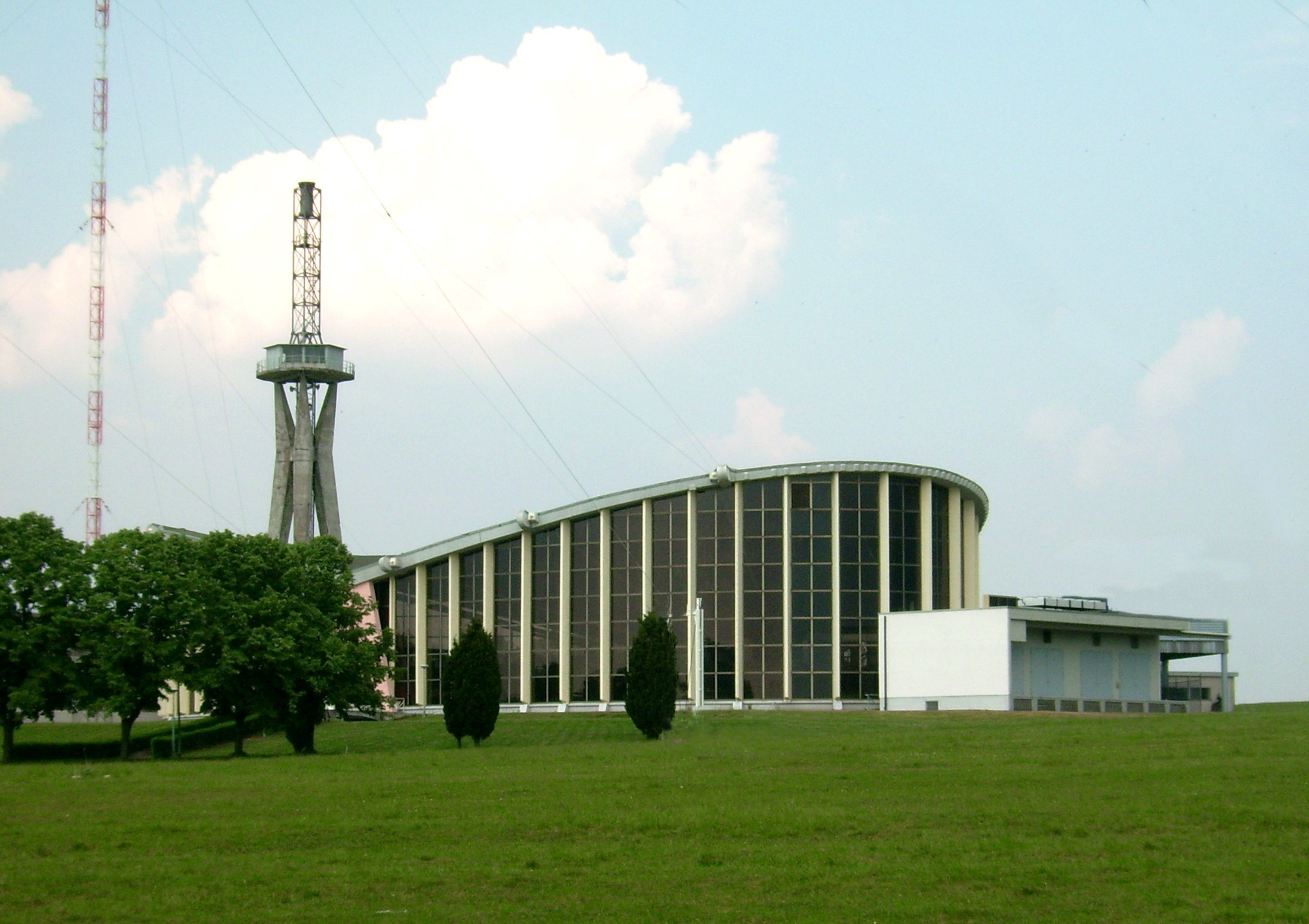
Ehemaliges Gebäude der Sendeanlage Felsberg-Berus

Die Europäische Rundfunk- und Fernseh-GmbH ist die älteste in der Bundesrepublik Deutschland betriebene private Rundfunkgesellschaft.
Sie wurde am 17. Mai 1952 als Saarländische Fernseh-AG gegründet. Ihre Hauptaktionäre waren Rainier III. von Monaco, Charles Michelson (von Radio Monte Carlo) und die Saarländische Rundfunkverwaltung. Durch Vertrag mit der Saarländischen Rundfunkverwaltung bzw. der neu gegründeten Saarländischen Rundfunk GmbH erhielt sie das Recht, ein Fernseh- und ein Hörfunkprogramm zu veranstalten. Das deutschsprachige Fernsehprogramm war Telesaar für das Saarland (1953–58), das französischsprachige Hörfunkprogramm ist seit 1955 Europe 1 für Frankreich (LW-Sender Felsberg-Berus, Produktion in Paris) und das geplante europäische Fernseh-Programm trug den Namen Europa No. 1 Television, das aber auf Grund des politischen Umbruchs im Saarland nie zustande kam.
Durch den Beitritt des Saarlands zur Bundesrepublik wurde die Saarländische Fernseh-AG zu deren erstem Privatsender. 1959 erfolgte die Umbenennung in Europäische Rundfunk- und Fernseh-AG (ERFAG; französisch: Compagnie européenne de radiodiffusion et de télévision, CERT). 1964 wurde die vertragliche Grundlage von Europe 1 gewissermaßen gesetzlich anerkannt. Seit 1974 gehört Europe 1 zur Groupe Lagardère, und es erfolgte der Ausbau des UKW-Sendernetzes in Frankreich. Die AG wurde 1999 in eine GmbH umgewandelt.
Im Unterschied zu RTL spielen Beteiligungen der Europäischen Rundfunk- und Fernseh-GmbH am deutschen Medienmarkt nur eine geringe Rolle. Die Europäische Rundfunk- und Fernseh-GmbH ist am Privatsender Radio Salü und darüber auch an Hitradio 100’5, Antenne AC und Classic Rock Radio beteiligt.